# Корогодский, Зиновий Яковлевич
Зино́вий Я́ковлевич Корого́дский (29 июля 1926, Томск — 22 мая 2004, Санкт-Петербург) — советский и российский театральный режиссёр, профессор, народный артист РСФСР (24 декабря 1980), лауреат премии Станиславского (2000), лауреат премии «Золотой софит» (2003), почётный профессор Новгородского государственного университета имени Ярослава Мудрого.

## Биография
Родился в Томске, юношеские годы провёл в Новосибирске. В 1950 году окончил Ленинградский театральный институт имени А. Н. Островского (педагог Б. В. Зон).
С 1959 работал в Академическом Большом драматическом театре им. М. Горького.
Работал режиссёром Калининградского театра драмы.
В 1962—1986 гг. был художественным руководителем Ленинградского ТЮЗа, поставил более 100 спектаклей.
В 1986 году был осуждён по сфабрикованному делу, его обвинили в однополых контактах (статья 121 УК РСФСР), впоследствии приговор был отменён, а дело закрыто за отсутствием улик.
В 1989 году ученики Корогодского З. Я. пригласили его в Америку, где он успешно работал целый сезон.
В 1990 году создал Ленинградский Эстетический центр «Семья» (ДТЮ «Семья», школа искусств «Театральная Семья», ГБУДО ДТЦ «Театральная Семья»), художественным ядром которого стал «Театр Поколений», в 1993 году возглавил кафедру режиссуры в Санкт-Петербургском гуманитарном университете профсоюзов. Руководитель лаборатории молодых драматургов России.
В 2001 году в Новгородском государственном университете имени Ярослава Мудрого возглавил первый актёрский курс НовГУ, который обучал до самой своей кончины в 2004 году. Получил звание почётного профессора Новгородского государственном университете имени Ярослава Мудрого (посмертно) «За заслуги в становлении высшего музыкального образования и театральной специализации, а также за большой вклад в развитие культуры Великого Новгорода».
Похоронен в посёлке Комарово Курортного района Санкт-Петербурга (Участок 1).
Его имя носит Театр поколений (Санкт-Петербург).

## Отзывы о нём
Народный артист России Николай Буров вспоминал: «Я бы его охарактеризовал так: это человек без кожи. Он был настолько болезнен в своих реакциях — на всё абсолютно. Мне досталась одна из ролей — вожак в „Бэмби“. Премьерный показ. Было впечатление, что он видит себя этим вожаком, который гордо подняв корону, пытается научить лес жить в жесточайших условиях».
Режиссёр и продюсер Эдуард Бояков поделился воспоминаниями о нём: «Для меня не было и нет человека важнее в театре, чем Зиновий Яковлевич, это мой учитель. Я не учился в театральном ВУЗе, но мне кажется, я получил неплохое образование. То, как он мог шутить, как он мог тебя просто схватить, как он выглядел — эти волосы с хвостиком, очки на верёвочке. Сама манера его общения — очень острая, моментально преодолевающая все барьеры. Он действительно начинал говорить с какой-то сердцевиной человека».
Заведующая педагогическим отделом ТЮЗа Зинаида Гуляева: «В нём было редкое сочетание педагогического и режиссёрского таланта. Он воспитывал детей через театр, а актёров — через детей. Содружество школы и театра при нём задышало свежо и сильно. ТЮЗ был педагогическим в лучшем понимании этого слова, на том опыте, что накоплен Зиновием Яковлевичем, можно безбедно существовать ещё несколько лет».

## Звания
- Народный артист РСФСР (24.12.1980)
- Заслуженный деятель искусств РСФСР (11.02.1969)

## Автор
Автор книг:
- «Режиссёр и актёр»,
- «Играй театр»,
- «Первый год. Начало»,
- «Первый год. Продолжение»,
- «Возвращение»[13],
- «Этюд и школа»,
- «Репетиция, репетиция, репетиция»

и других.

## Ученики
Среди учеников Зиновия Корогодского:
- Ольга Агеева,
- Александр Антипов,
- Борис Аронов,
- Алексей Барабаш,
- Денис Баканов,
- Владимир Бирюков,
- Наталья Боровкова,
- Николай Буров,
- Сергей Васильев,
- Оксана Византий,
- Антон Виноградов,
- Екатерина Гороховская,
- Вадим Демчог,
- Геннадий Егоров,
- Леонид Коронов,
- Роман Жилкин,
- Валерий Зиновьев,
- Юрий Каморный,
- Елена Копылова,
- Олег Толоченко,
- Юрий Качалов,
- Сергей Мардарь,
- Радмила Москалёва,
- Ирина Коваленко,
- Татьяна Кудрявцева,
- Анастасия Курылёва,
- Николай Лавров,
- Алексей Лебедев
- Мария Левицкая,
- Валентин Левицкий,
- Станислав Митин,
- Владимир Постников
- Ирина Соколова
- Марина Старых,
- Яков Степанов
- Георгий Тараторкин,
- Яна Тумина
- Михаил Уржумцев,
- Дмитрий Феоктистов,
- Александр Хочинский,
- Михаил Черняк,
- Мария Шведова,
- Игорь Шибанов
- Надежда Шумилова[14]
- Антонина Шуранова

С Корогодским работал композитор Станислав Сергеевич Важов.

## Постановки в театре[15]

### Калужский областной драматический театр
- «Бедность не порок» А. Н. Островского[6]
- «Двенадцатая ночь» Шекспира
- «Трактирщица» Карло Гольдони

### Театр поколений (Санкт-Петербург)
- «19 октября».
- «Пространство инстинкта».
- «Телекалейдоскоп».
- А. Слаповский — «Покажите мне красивую любовь».
- Н. Коляда — «Венский стул», «Черепаха Маня».
- М. Бартенев — «Елена Премудрая».
- Ф. Г. Лорка — «Кровавая свадьба».
- А. Слаповский — «Под зелёной звездой».
- О. Юрьеав «Мириам».
- А. Пушкин — «У Лукоморья».
- «Играй, театр».
- «Они и мы».
- Г. Писемский — «Хищники».
- А. Пушкин — «Песни западных славян».
- А. Чехов — «На большой дороге».

### Ленинградский ТЮЗ
- В. Аксёнов и Ю. Ставбой — «Коллеги».
- К. Чапек — «Волшебное стёклышко».
- М. Кац и А. Ржешевский — «Олеко Дундич».
- М. Бременер — «Тебе посвящается».
- Л. Ковалёва — «Три дня на размышление».
- М. Шатров — «День тишины».
- Р. Погодин — «Трень-брень».
- А. Анатольев — «Шхуна, которую нужно увидеть самому».
- Р. Погодин — «500000022-й».
- Б. Окуджава — «Глоток свободы».
- «Наш цирк».
- М. Горький — «Хозяин».
- М. Рощин — «Радуга зимой».
- Б. Голлер — «Модель 18-68».
- Г. Уэллс — «Человек-невидимка».
- «Наш, только наш».
- А. Корнейчук — «Гибель эскадры».
- «Наш Чуковский».
- В. Шекспир — «Гамлет».
- К. Бегалин — «Шёл парнишке 13-й год».
- М. Шагинян — «Месс-Менд».
- Я. Райнис — «Вей, ветерок».
- «Хоровод».
- В. Тендряков — «Весенние перевёртыши».
- А. Пушкин — «Борис Годунов».
- «Потешки».
- В. Долгий — «Думая о нём».
- М. Ибрагимбеков — «За всё хорошее — смерть».
- А. Кургатников — «В гостях у Донны Анны».
- Ф. Зальтен — «Бэмби»
- «После казни прошу…»
- «Открытый урок»
- В. Аграновский — «Остановите Малахова».
- М. Салтыков-Щедрин — «Тени».
- А. Гайдар — «Горячий камень».
- Р. Киплинг — «Кошка, которая гуляла сама по себе».
- «Здравствуйте, здравствуйте, здравствуйте!».
- В. Шекспир — «Комедия ошибок».
- В. Тендряков — «Ночь после выпуска».
- А. Вампилов, А. Володин, Г. Горин, С. Злотников, А. Кургатников, Л. Петрушевская, В. Распутин — «На два голоса».
- Д. Толкин — «Баллада о славном Бильбо Бэггинсе».
- Ю. Трифонов — «Нетерпение».
- И. Дворецкий — «Профессия» Айзека Азимова.
- «Дети, дети, дети».
- С. Злотников — «Команда».
- «Память».
- В. Савицкий — «Побега не будет».
- Ю. Яковлев — «Вне игры».
- П. Ершов — «Конёк-горбунок».

## Фильмография
| Год  |   | Название | Роль |
| ---- | - | -------- | ---- |
| 1990 | ф | Закат    | Дед  |

## Постановки о нём
К 90-летию З. Я. Корогодского в 2016 году его сын Данила Корогодский поставил в «Театре поколений» спектакль «Неокончательный портрет», построенный на воспоминаниях, видеоматериалах, документах и реальных уроках Корогодского.